# Джаяварман V
Джаяварман V (кхмер. ជ័យវរ្ម័នទី៥, кон. 950-х — 1001) — правитель Кхмерской империи (968—1001).

## Биография
Сын Раджендравармана II, коронован в 10 лет.

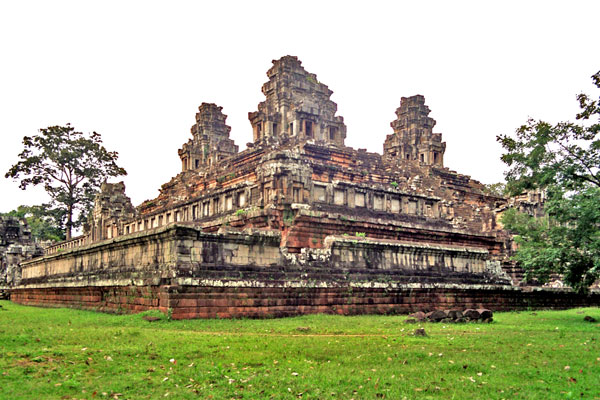
Храм Та Кео

По мнению исследователей, выжил благодаря опеке Яджнаварахи. Продолжил политику отца в борьбе с Тьямпой, которую он, видимо, обложил данью.
Есть вероятность, что столица его Джаендранагари была расположена на западном берегу Восточного Барая, как и то, что постройка храмов Пхимеанакас и Та Кео его рук дело.
О его политики нам пока известно немного. Надписи свидетельствуют о высоком уровне развития образования и культуры. При нём, государственные посты занимали женщины, утонченные и красивые спутницы политических деятелей империи, например Индралакшми и сестра Яджнаварахи Джахнави участвовали в строительстве храма Бантеай Срей.
Джаяварман V умер в 1001 году, не оставив наследника, был причислен к пантеону богов и наречён посмертно Парамашивалока. Его преемником стал его племянник Удаядитьяварман I.